# Quintanilla de Arriba
Quintanilla de Arriba é um município da Espanha na província de Valladolid, comunidade autónoma de Castela e Leão, de área 28,18 km² com população de 204 habitantes (2007) e densidade populacional de 8,02 hab/km².

## Demografia
| Variação demográfica do município entre 1991 e 2004 | Variação demográfica do município entre 1991 e 2004 | Variação demográfica do município entre 1991 e 2004 | Variação demográfica do município entre 1991 e 2004 |
| --------------------------------------------------- | --------------------------------------------------- | --------------------------------------------------- | --------------------------------------------------- |
| 1991                                                | 1996                                                | 2001                                                | 2004                                                |
| 254                                                 | 240                                                 | 200                                                 | 226                                                 |